# Tiliacora chrysobotrya
Tiliacora chrysobotrya är en tvåhjärtbladig växtart som beskrevs av Friedrich Welwitsch och Franciso Manoel Carlos de Mello de Ficalho. Tiliacora chrysobotrya ingår i släktet Tiliacora och familjen Menispermaceae. Inga underarter finns listade i Catalogue of Life.